# De frelste
De frelste er en dansk dokumentarfilm fra 2017 instrueret af Morten Vest.

## Handling
Filmen følger et ungt, nordjysk par, der for 100 år siden tager til det, der i dag er det nordlige Nigeria. Niels og Margaret Brønnum er de første missionærer i området og deres mission er at ”bygge et bolværk” mod Islam. De ved godt, at de ikke kan nå langt ved kun at prædike Biblen, så de har uddannet sig som tropelæger. Og lægegerningen tilbyder de kun som en pakkeløsning sammen med deres religion. Gennem interviews med danske missionærer og afrikanske vidner, der har oplevet indførelsen af kristendommen, får vi også et indblik i den del af missionen, der lige så meget handler om at indføre en europæisk eller nærmere nordjysk livsstil i Afrika bl.a. med individet i centrum frem for fællesskabet. Filmen fortæller med baggrund i et massivt arkivmateriale om den pris, de nye frelste må betale for den kristne livsstil. De frelste er en kompleks historie om gode intentioner, eventyrlyst og arrogance, dengang som i dag.

## Medvirkende
- Niels Brønnum
- Margaret Brønnum